# Amnokgang SC
Der Amnokgang Sports Club (Chosŏn'gŭl: 압록강체육단; Hanja: 鴨綠江體育團) ist ein nordkoreanischer Fußballklub, der dem Ministerium für Volkssicherheit untersteht, mit Sitz in der Landeshauptstadt Pjöngjang. Der Name der Sportgruppe beschreibt den Grenzfluss Amnokgang zwischen Nordkorea und der Volksrepublik China.
Die Gründung des Vereins fand am 19. September 1947 statt.
2001, 2006 und 2008 gewann die Mannschaft die nordkoreanische Meisterschaft der DPR Korea Liga.

## Bekannte Spieler
- Kim Myong-gil
- Kim Myong-won
- Cha Jong-hyok
- Pak Chol-jin
- Pak Nam-chol

## Erfolge
Meister der DPR Korea Liga:
2001, 2006, 2008
Pokalsieger:
2007, 2008